# Stefan Böger
Stefan Böger, född 1 juni 1966 i Erfurt, är en tysk före detta fotbollsspelare, senare -tränare.
Han spelade fyra landskamper för Östtysklands landslag, samtliga vänskapsmatcher och samtliga under 1990, det sista året Östtysklands landslag existerade.
Böger har efter spelarkarriären arbetat som tränare, bland annat för Dynamo Dresden, VfB Lübeck och Tysklands U16- och U17-landslag.